# Outlander (2.ª temporada)
A segunda temporada da série de televisão britânica-americana Outlander estreou em 9 de abril de 2016, no canal americano Starz. A segunda temporada foi renovada em 15 de agosto de 2014, dias depois do episódio piloto da série ir ao ar, e a Starz encomendou  treze episódios.
Os eventos ocorridos nessa temporada, são baseados no segundo livro da série literária de mesmo nome de Diana Gabaldon, Dragonfly in Amber (1992). Os protagonistas, Claire e Jamie, tentam construir um vida em Paris enquanto tomam rédias dos negócios do primo de Jamie, Jerad Fraser. Mas, ao mesmo tempo, os dois planejam evitar o massacre dos jacobitas pelos ingleses, infiltrando-se na intrigante corte do rei Luís XV da França.     
No Metacritic, a segunda temporada tem uma pontuação de 85 em 100, com base em 11 avaliações, indicando "aclamação universal". No Rotten Tomatoes, ele reporta uma classificação de 92% com uma classificação média de 7,97/10 com base em 25 avaliações. O consenso do site diz: "Outlander retorna para uma segunda temporada viciante de mistério e romance arrebatador, quando Claire e Jamie enfrentam Paris".

## Elenco

### Elenco principal
- Caitriona Balfe como Claire Randall/Fraser
- Sam Heughan como James "Jamie" Fraser
- Duncan Lacroix como Murtagh Fraser
- Andrew Gower como Charles Stuart
- Tobias Menzies como Frank Randall / Jonathan "Black Jack" Randall
- Stanley Weber como o Conde de St. Germain
- Rosie Day como Mary Hawkins
- Dominique Pinon como Mestre Raymond
- Graham McTavish como Dougal MacKenzie
- Grant O'Rourke como Rupert MacKenzie
- Stephen Walters como Angus Mhor
- Gary Lewis como Colum MacKenzie
- Simon Callow como Clarence Marylebone, Duque de Sandringham
- Lotte Verbeek como Gillian Edgars
- Nell Hudson como Laoghaire MacKenzie
- Laura Donnelly como Jenny Fraser Murray
- Steven Cree como Ian Murray
- Richard Rankin como Roger Wakefield
- Sophie Skelton como Brianna "Bree" Randall

### Elenco de recorrente
- Romann Berrux como Fergus
- Robbie McIntosh como Magnus
- Scott Kyle como Ross
- Claire Sermonne como Louise de Rohan
- Adrienne-Marie Zitt como Suzette
- Michèle Belgrand-Hodgson como Madame Elise
- Frances de la Tour como Madre Hildegarde
- Laurence Dobiesz como Alex Randall
- Marc Duret como Joseph Duverney
- Lionel Lingelser como Rei Louis XV
- Niall Greig Fulton como Monsieur Forez
- Gregor Firth como Kincaid
- Julian Wadham como Lord General George Murray
- Gerard Horan como Contramestre John O'Sullivan
- Jim Sweeney como Andrew MacDonald

### Convidados
- Margaux Chatelier como Annalise de Marillac
- Audrey Brisson como Irmã Angelique
- Clive Russell como Simon Fraser, Lord Lovat
- James Fleet como Reverendo Wakefield
- Tracey Wilkinson como Sra. Graham
- Robert Cavanah como Jared Fraser
- Siôn Tudor Owen como Silas Hawkins
- James Parris como Simon Fraser
- Margaret Fraser como Sra. Crook
- Jamie Kennedy como Rabbie MacNab
- Aaron Wright como Wee Jamie
- Maureen Beattie como Maisri
- Oscar Kennedy como William Grey
- Tom Brittney como Lieutenant Foster
- Simon Meacock como Hugh Munro
- Rory Burns como Roger (criança)
- Niamh Elwell como Brianna (criança)
- Iona Claire como Fiona Graham
- James Robinson como Greg Edgars

## Produção
As filmagens para a segunda temporada começaram em abril de 2015, e foi ao ar na primavera de 2016. O cenário principal da temporada é Paris, Moore explicou que foi recriado usando outros locais. Alguns interiores foram filmados nos estúdios da Escócia, enquanto Praga foi usada nas cenas externas da rua e do Palácio de Versalhes. Além disso, alguns palácios no sul da Inglaterra, que possuem salas e arquitetura francesas, foram usados como interiores parisienses e parte de Versalhes. Moore observou que a segunda temporada de Outlander "parecerá completamente diferente da primeira temporada" com um "tipo mais rico e dinâmico de paleta visual". Com a mudança do cenário da Escócia para a França, ele disse que "visualmente você se mudou das pesadas madeiras e pedras da primeira temporada para o requinte dos apartamentos parisienses".

## Episódios
| N.º na série | N.º na temp. | Título                                                                   | Dirigido por      | Escrito por                       | Exibição original   | Audiência (milhões) |
| --- | ------------ | ------------------------------------------------------------------------ | ----------------- | --------------------------------- | ------------------- | ------------------- |
| 17 | 1            | "Through a Glass, Darkly" "(Através de um Espelho, Sombriamente)" (BR)   | Metin Hüseyin     | Ronald D. Moore                   | 9 de abril de 2016  | 1.46                |
| Claire acorda em Craigh Na Dun em 1948. Lamentando a morte presumida de Jamie na batalha, ela se reúne com Frank, que não consegue entender seu reaparecimento, mas está desesperado para se reconciliar. Claire explica onde ela esteve, incluindo seu relacionamento com Jamie e que ela está carregando seu filho. Eles concordam que criarão a criança juntos e retomarão a vida de casados. Mais tarde, ela se lembra de sua chegada com Jamie à França, onde eles fazem contato com o primo jacobita de Jamie, Jared Fraser, e se tornam inimigos do Conde de St. Germain. |              |                                                                          |                   |                                   |                     |                     |
| 18 | 2            | "Not in Scotland Anymore" "(Não Está Mais na Escócia)" (BR)              | Metin Hüseyin     | Ira Steven Behr                   | 16 de abril de 2016 | 1.24                |
| Em 1744, Claire grávida de seu primeiro filho e Jamie se estabeleceram em Paris, trabalhando ostensivamente para Jared, mas na verdade tentando frustrar a rebelião jacobita. Jared providencia que Jamie se encontre com o príncipe Charles Stuart, mas Jamie não consegue impedi-lo de planejar conquistar o trono inglês para seu pai. Claire assegura um convite para o Palácio de Versalhes, onde espera encontrar o rei Luís XV da França e impedir seu financiamento da causa Stuart. Os Frasers se impressionam ao se reencontrarem com o duque de Sandringham. Claire fica chocada ao saber que Randall ainda está vivo e não tem certeza se deve contar a Jamie. |              |                                                                          |                   |                                   |                     |                     |
| 19 | 3            | "Useful Occupations and Deceptions" "(Ocupações e Decepções Úteis)" (BR) | Metin Hüseyin     | Anne Kenney                       | 23 de abril de 2016 | 1.21                |
| Enquanto Jamie continua tentando fracassar o financiamento da rebelião do príncipe Charles, Claire se torna útil no L'Hôpital des Anges, um hospital de caridade administrado pela Madre Hildegarde. Jamie conhece um garoto de 10 anos em um bordel, o contrata para pegar mensagens dos bolsos dos cavalheiros, o adota e o nomeia de Fergus. Claire e Jamie descobrem que Sandringham está ajudando Charles a garantir fundos de nobres ingleses, que Jamie espera frustrar. Embora passar um tempo com Sandringham certamente revele a Jamie que Randall está vivo, Claire não suporta pensar em contar a Jamie. |              |                                                                          |                   |                                   |                     |                     |
| 20 | 4            | "La Dame Blanche" "(La Dame Blanche)" (BR)                               | Douglas Mackinnon | Toni Graphia                      | 30 de abril de 2016 | 1.17                |
| Claire finalmente conta a Jamie sobre Randall, e o potencial de vingança revigora Jamie. Claire suspeita do conde de St. Germain quando é feita uma tentativa de tirarem sua vida, e ela e Jamie planejam um jantar para Charles e seus apoiadores a fim de passar uma imagem ruim de Sandringham. Murtagh, Claire e a jovem Mary Hawkins são atacados a caminho da festa, e Mary é estuprada. De volta à casa, a festa segue o planejado até que um mal-entendido inicie uma briga. |              |                                                                          |                   |                                   |                     |                     |
| 21 | 5            | "Untimely Resurrection" "(Ressurreição Prematura)" (BR)                  | Douglas Mackinnon | Richard Kahan                     | 7 de maio de 2016   | 1.13                |
| O jantar desastroso desencorajou os investidores de Charles, mas o príncipe encontra um novo inimigo de Jamie, St. Germain. Charles coloca Jamie e St. Germain no negócio juntos, para a preocupação deles. Tentando preservar a linhagem de Frank, Claire sabota o relacionamento florescente entre Mary Hawkins e Alex Randall. Black Jack Randall aparece em Versalhes, e Jamie o desafia para um duelo. Jamie fica com raiva quando Claire o força a jurar que ele não machucará Randall até que ele tenha concebido um filho com Mary para garantir a existência de Frank no futuro. |              |                                                                          |                   |                                   |                     |                     |
| 22 | 6            | "Best Laid Schemes..." "(Melhores Esquemas Estabelecidos...)" (BR)       | Metin Hüseyin     | Matthew B. Roberts                | 14 de maio de 2016  | 1.03                |
| Jamie diz a Murtagh a verdade sobre o passado de Claire. Claire usa seu conhecimento médico para dar aos homens de St. Germain sintomas semelhantes aos da varíola. Jamie e Murtagh, em seguida, roubam a remessa de vinhos do conde, aparentemente destruindo as esperanças de Charles. O destino coloca Jamie e Randall cara a cara, e Claire chega bem a tempo de vê-los em duelo. Enquanto Jamie apunhala Randall e os gendarmes chegam para prendê-los devido o duelo ser proibido na França, e Claire grávida começa a sangrar. |              |                                                                          |                   |                                   |                     |                     |
| 23 | 7            | "Faith" "(Faith)" (BR)                                                   | Metin Hüseyin     | Toni Graphia                      | 21 de maio de 2016  | 1.10                |
| Claire tem uma filha natimorta, e Claire fica devastada quase morrendo de febre. Com Jamie na Bastilha, Claire descobre que ele duelou com Randall porque havia descoberto que o capitão inglês tentou estuprar Fergus. Claire busca misericórdia do rei por Jamie, que a obriga a decidir o destino dos supostos "feiticeiros" Mestre Raymond e St. Germain. Ela tenta salvá-los, mas Raymond envenena St. Germain. Claire se submete sexualmente ao rei em troca da liberdade de Jamie. Eles se reconciliam e visitam o túmulo de Faith, sua filha, antes de deixar Paris para a Escócia. |              |                                                                          |                   |                                   |                     |                     |
| 24 | 8            | "The Fox's Lair" "(A Toca da Raposa)" (BR)                               | Mike Barker       | Anne Kenney                       | 28 de maio de 2016  | 1.06                |
| Na Escócia, Jamie se vê obrigado a apoiar a rebelião jacobita. Ele e Claire procuram ajuda militar de seu avô, Lord Lovat, e se reúnem com Colum e Laoghaire. Colum espera desencorajar a rebelião, que certamente fracassará. Laoghaire pede perdão a Claire e depois concorda em ajudar Claire e Jamie a manipular Lovat. Jogando nos dois lados, Lovat promete paz a Colum, mas também envia a Jamie algumas tropas como reforço. |              |                                                                          |                   |                                   |                     |                     |
| 25 | 9            | "Je Suis Prest" "(Je Suis Prest)" (BR)                                   | Philip John       | Matthew B. Roberts                | 4 de junho de 2016  | 0.94                |
| Claire e Jamie se reencontram com Angus, Rupert e Dougal. Enquanto Jamie e Murtagh tentam treinar os homens de Lovat, os campos lembram Claire de suas experiências traumáticas na Segunda Guerra Mundial. Mais tarde, ela e Jamie coagiram o jovem escoteiro inglês William Gray a revelar informações vitais sobre o exército inglês nas proximidades. |              |                                                                          |                   |                                   |                     |                     |
| 26 | 10           | "Prestonpans" "(Prestonpans)" (BR)                                       | Philip John       | Ira Steven Behr                   | 11 de junho de 2016 | 0.82                |
| Jamie e o exército jacobita empreendem sua primeira batalha contra os ingleses em Prestonpans. Surpreendendo-os no nevoeiro, os Highlanders são vitoriosos, mas Angus mais tarde morre devido a seus ferimentos. |              |                                                                          |                   |                                   |                     |                     |
| 27 | 11           | "Vengeance is Mine" "(A Vingança é Minha)" (BR)                          | Mike Barker       | Diana Gabaldon                    | 18 de junho de 2016 | 0.86                |
| Quando Claire, Jamie e seu grupo estão cercados por Redcoats, Claire finge ser uma refém inglêsa para que Dougal possa negociar a passagem segura dos Highlanders. Levada à 'segurança', Claire se vê cara a cara com o duque de Sandringham e sua afilhada Mary Hawkins. Ela também reconhece o criado de Sandringham, Danton, como o homem que estuprou Mary. Sandringham pretende atrair "Red Jamie" para salvar Claire e depois entregá-los aos Readcoats. Previamente, Jamie e Murtagh entram no castelo. Mary mata Danton e Murtagh decapita Sandringham para cumprir sua promessa de Claire e Mary de vingar o ataque em Paris. |              |                                                                          |                   |                                   |                     |                     |
| 28 | 12           | "The Hail Mary" "(A Ave Maria)" (BR)                                     | Philip John       | Ira Steven Behr & Anne Kenney     | 18 de junho de 2016 | 1.05                |
| Jamie tenta evitar a Batalha de Culloden com um ataque preventivo contra os ingleses enquanto eles comemoram o aniversário do duque de Cumberland, mas o príncipe Charles se perde no escuro. Claire se vê tentando convencer Randall a se casar com Mary, que está grávida de um filho de Alex que está morrendo. Colum moribundo pede a Claire para ajudá-lo a terminar sua vida sem dor. Antes que ela o faça, ele diz que Geillis não foi queimada na fogueira até o nascimento de seu filho com Dougal, e que a criança foi adotada no clã MacKenzie. |              |                                                                          |                   |                                   |                     |                     |
| 29 | 13           | "Dragonfly in Amber" "(Libélula no Âmbar)" (BR)                          | Philip John       | Toni Graphia & Matthew B. Roberts | 9 de julho de 2016  | 1.15                |
| Em 1968, Claire, de cinquenta anos, se reúne com o filho adotivo do reverendo Wakefield, Roger, em Inverness. Sua filha de vinte anos, Brianna, descobre que não é filha biológica de Frank, mas se recusa a acreditar na história de sua mãe sobre a viagem no tempo. Enquanto isso, Brianna conhece a ativista da Independência Escocesa Gillian Edgars, que Claire reconhece mais tarde como Geillis Duncan. Antes da batalha de Culloden em 1746, Jamie que está prestes a partir para batalha, insiste para que Claire salve a si mesma e seu outro filho ainda não nascido, viajando de volta pelas pedras. Em 1968, Claire percebe que Roger é um descendente de Geillis e Dougal. Para impedir a morte de Gillian, eles tentam impedi-la de voltar no tempo. Eles chegam tarde demais, mas ver Gillian desaparecer na pedra convence Brianna de que sua mãe está dizendo a verdade. Roger revela a Claire que Jamie não morreu em Culloden. |              |                                                                          |                   |                                   |                     |                     |